# .NET Micro Framework
.NET Micro Framework — реалізація платформи Microsoft .NET для вбудованого застосування в 32- і 64-розрядних мікроконтролерах. Нині реалізована на мікроконтролерах з архітектурою ARM7, ARM9 і Blackfin. Не вимагає наявності ОС.
Поточна версія 4.4. Як середовище розробки використовується Microsoft Visual Studio. Підтримується єдина мова програмування C#. Для розробки в .NET Micro Framework 4.4 потрібно як мінімум Microsoft Visual Studio 2015.

## Графіка
Підтримується робота з кольоровими зображеннями і сенсорними multitouch-екранами. Робота з графікою здійснюється в одному з двох можливих режимів: найпростішого використання графічних примітивів і використання спрощеної реалізації Windows Presentation Foundation (WPF). У першому випадку для виведення зображення на екран використовується об'єкт-оригінал, розташований в оперативній пам'яті, на якому програмно «малюються» графічні примітиви. Вивід цього зображення на екран здійснюється за допомогою виклику відповідного методу об'єкта.
При використанні WPF частково реалізовані такі принципи цього підходу, доступного для персональних комп'ютерів, як можливість використання елементів управління, а також вкладеність елементів управління. Для роботи з текстом використовуються шрифти TinyFnt, які можна отримати з шрифтів TrueType і OpenType за допомогою утиліти TFConvert, що входить до складу SDK .NET Micro Framework.
Для роботи з сенсорними екранами всі елементи управління мають можливість обробляти події торкання і руху стилуса. Реалізовано елемент управління, що дозволяє малювати на екрані стилусом / пальцем, а також здатний розпізнавати найпростіші жести стилуса.

## Підтримка мережі
Стек протоколів TCP/IP реалізований повністю. Підтримуються Ethernet і WiFi (802.11a, b, g, n), також плануються реалізації роботи GSM, CDMA, 3G, можливо, WiMAX. Налаштування мережевого інтерфейсу здійснюється за допомогою утиліти MFDeploy, що входить до складу SDK .NET Micro Framework.
Програмний інтерфейс дозволяє працювати з налаштуваннями дротової і бездротової мережі, звертатися до DNS, передавати і приймати повідомлення за допомогою сокетів.

## Налагодження плати
Основні виробники налагоджувальних плат для .NET Micro Framework — компанії GHI Electronics, Device Solutions і AUG Electronics. GHI Electronics пропонує налагоджувальні плати Embedded Master Development System, засновані на мікроконтролерах ARM7 виробника NXP, що працюють на тактовій частоті 74 МГц. Компанія Device Solutions випускає налагоджувальні плати серії Tahoe, засновані на застосуванні мікроконтролерів iMXS виробника FreeScale з ядром ARM9 і тактовою частотою 100 МГц. AUG Electronics випускає найпродуктивніші (на цей час) налагоджувальні плати на основі мікроконтролерів ARM9 з тактовою частотою 200 МГц. Всі останні моделі налагоджувальних плат зазначених виробників оснащені кольоровим сенсорним екраном, мережевим інтерфейсом Ethernet, пристроєм читання карт пам'яті SD.